# Dictymia brownii
Dictymia brownii är en stensöteväxtart som först beskrevs av Johan Emanuel Wikström, och fick sitt nu gällande namn av Edwin Bingham Copeland. Dictymia brownii ingår i släktet Dictymia och familjen Polypodiaceae. Inga underarter finns listade.